# Sandy Altermatt
Sandra Britt Altermatt (Zurigo, 9 agosto 1969) è una conduttrice televisiva, conduttrice radiofonica e giornalista svizzera.

## Biografia
La carriera di Sandy Altermatt nel mondo dei media inizia nel 1993, con le prime esperienze giornalistiche e d'animazione alla Rete Tre della Radiotelevisione Svizzera di lingua italiana, RSI. Lì ha lavorato come animatrice radiofonica e giornalista musicale seguendo, tra le altre cose, anche il Montreux Jazz Festival e il Sonar di Barcellona.
Poco dopo arriva anche il contatto con la televisione: la conduzione di Estate scienza nel '95, diversi speciali tv presentati sulle reti dell'allora TSI. In poco tempo diventa la voce e il volto di tutte le dirette radiotelevisive delle grandi rassegne musicali estive della Svizzera italiana, Estival Jazz in testa. Negli anni poi ha avuto modo condurre e creare diversi programmi sia radio che tv. Da Music Hotel, programma di approfondimento e novità musicali in onda la domenica sera su Rete Tre a Neverland, un viaggio musicale del venerdì sera attraverso sette città americane, con l'amico e collega Federico Buffa. Eva ora, una chiacchierata libera sulla vita e le sue particolarità, condotto insieme alle sue colleghe.
Per la televisione dal 1995 presenta Estival Jazz Lugano, intervistando in diretta personalità del calibro di Al Jarreau, George Clinton, Level 42, Nile Rodgers e moltissimi altri.
Negli anni 2008 e 2009 si dedica per la prima volta solo alla televisione e prende parte alla creazione e conduzione dell'innovativo e ambizioso progetto latele, programma prodotto da Aldina Crespi. Il programma accompagnava il pubblico durante la giornata televisiva su RSI LA1, grazie a interventi e programmi di diverse durate, tra un programma e l'altro. Qui, insieme a Danny Rauseo, crea e conduce anche Doppio Misto, adattato in un secondo momento anche alla radio, Rete Uno, con il titolo La storia infinita. Il programma metteva a confronto uomini e donne in tutti i suoi aspetti attraverso un'intervista incrociata.
Dal 2006 al 2010 ha commentato per il pubblico della svizzera italiana l'Eurovision Song Contest, in diretta da Atene, Helsinki, Belgrado, Mosca, Oslo e nel 2014 da Copenhagen in cui per la Svizzera era in gara il ticinese SebAlter.
Da febbraio 2010 lavora per Rete Uno: da gennaio 2015 a giugno 2016 ha condotto ogni mattina alle 10 il suo programma Non chiamatemi Sandra.
Da gennaio 2016 a settimane alterne conduce, con Marcello Fusetti, Albachiara, dalle 5.45 alle 8.00, su Rete Uno.